# Bacaetava
Bacaetava é um distrito do município brasileiro de Iperó, que integra a Região Metropolitana de Sorocaba, no interior do estado de São Paulo. O distrito é formado pela vila de Bacaetava (sede) e pelos bairros George Oetterer (área urbana isolada) e Varnhagem (antiga sede).

## História

### Origem

#### Varnhagem (antiga sede)
O povoado de São João do Ipanema, que deu origem ao distrito de Varnhagem, foi fundado no século XIX em razão da Real Fábrica de Ferro São João do Ipanema, localizada em terras da Fazenda Ipanema e às margens do Rio Ipanema, do qual herdou o nome.
A Estrada de Ferro Sorocabana inaugurou a estação ferroviária de Ipanema em 31/12/1876 para atender a fábrica, considerada hoje como a primeira siderúrgica nacional.

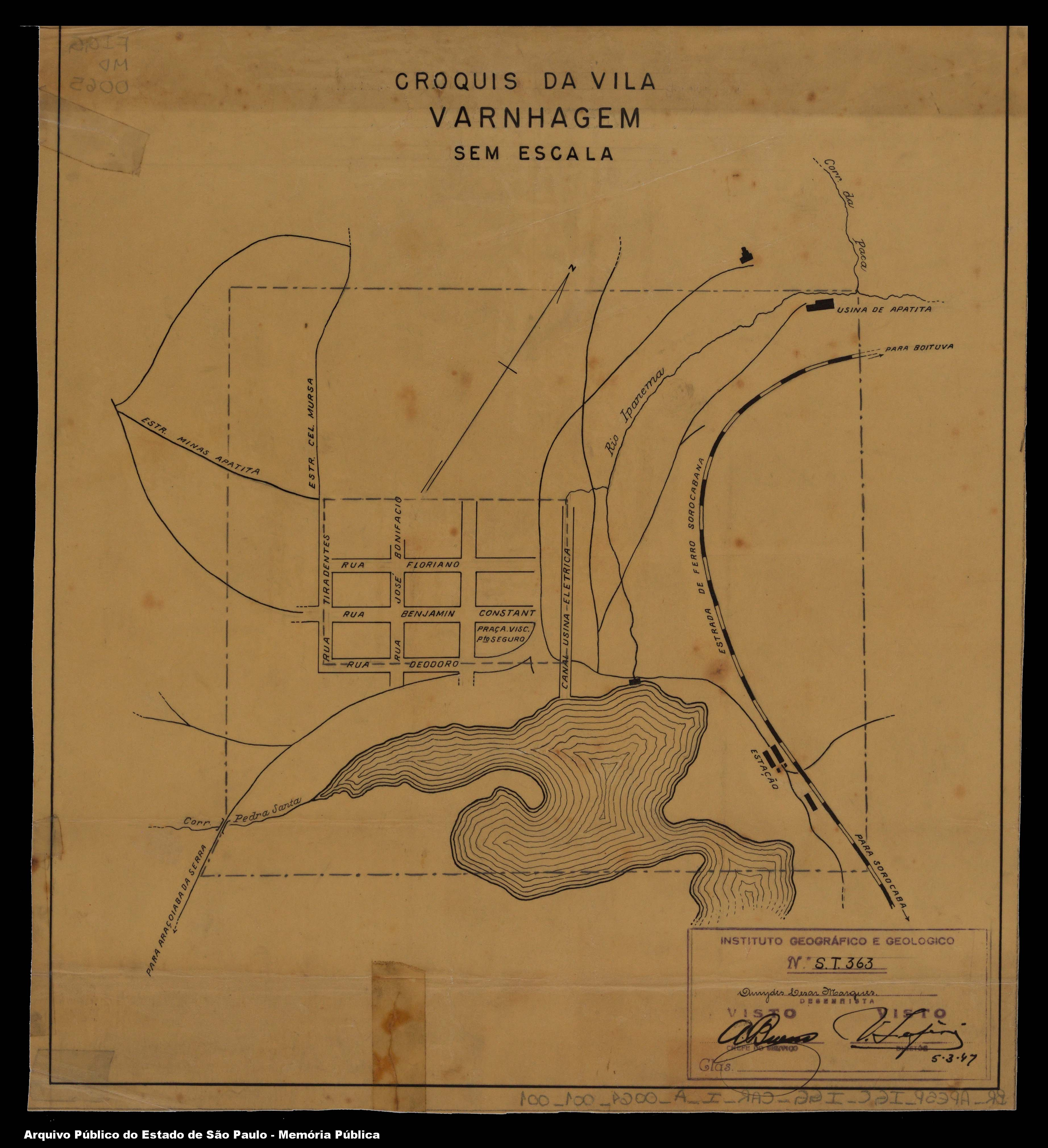
Planta da área urbana original.

Algo interessante relacionado à isto é que a famosa praia carioca de Ipanema tem este nome justamente por causa do Rio Ipanema, pois José Antônio Moreira Filho, segundo Barão de Ipanema, comprou no fim do século XIX as terras onde hoje está localizado o bairro carioca, transferindo o nome do título de nobreza que havia herdado de seu pai, que era uma homenagem à São João do Ipanema, para as terras que acabara de comprar no Rio de Janeiro.

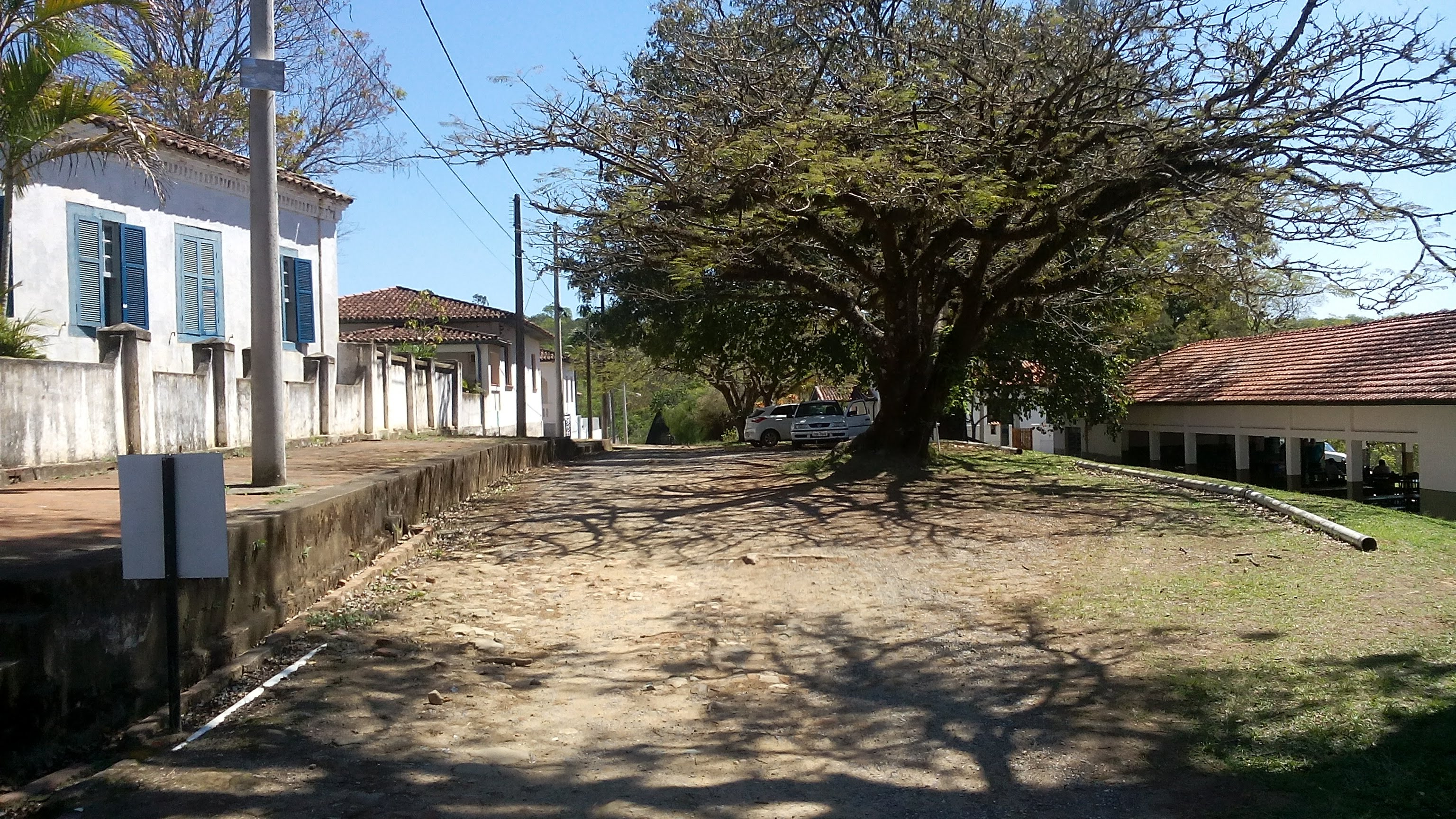
Aspecto local (Varnhagem).

A estação, assim como o povoado, mudaram de nome em 1944 para Varnhagem, em homenagem a Friedrich Ludwig Wilhelm Varnhagen, pai do Visconde de Porto Seguro e administrador da fazenda e da fábrica.

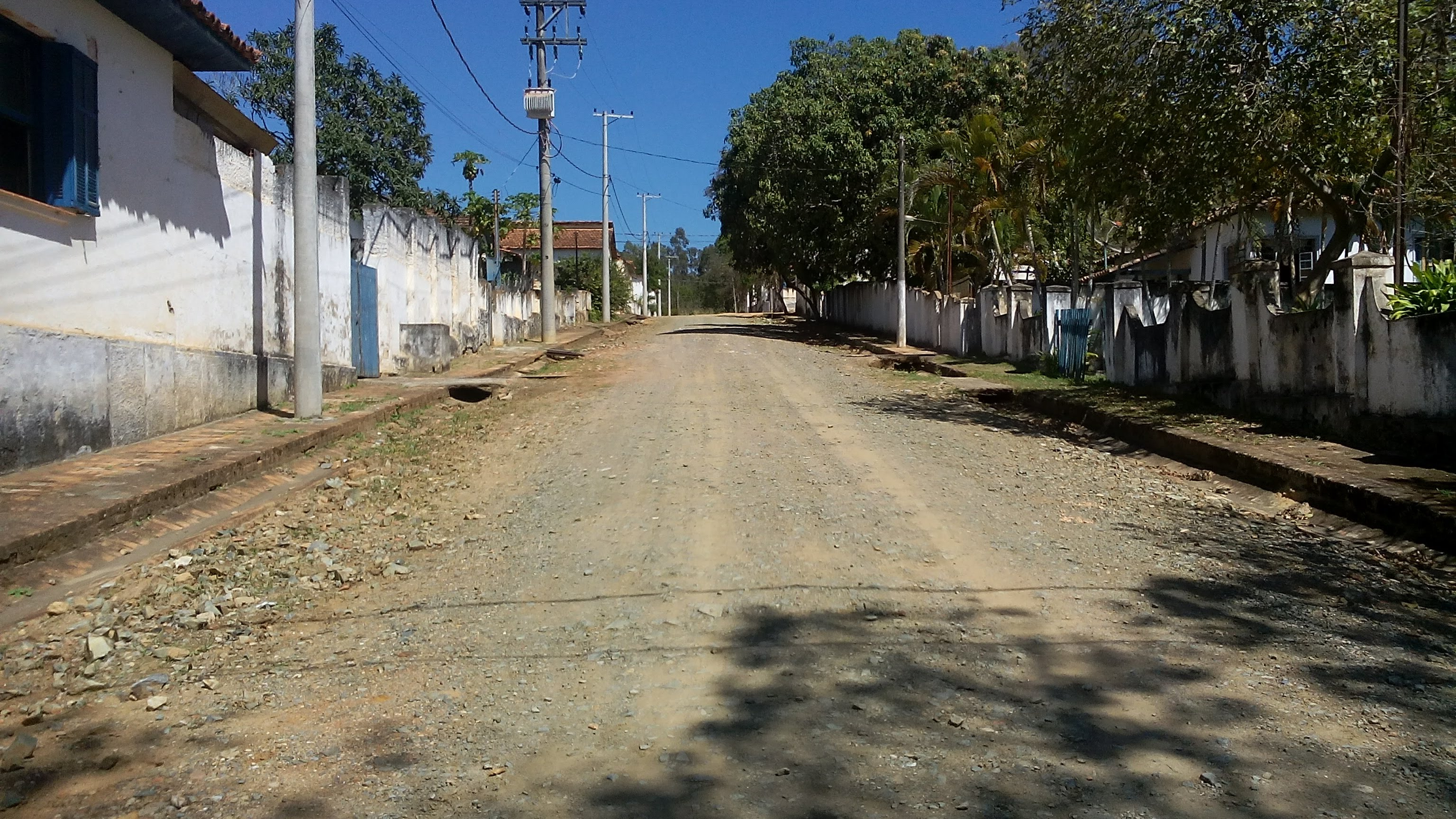
Aspecto local (Varnhagem).

#### Bacaetava (sede)
O povoado que deu origem a atual sede do distrito se desenvolveu ao redor da estação ferroviária de Bacaetava, inaugurada pela Estrada de Ferro Sorocabana em 01/08/1880 e, como as duas anteriores, também ficava em terras da Fazenda Ipanema.

#### George Oetterer
O bairro se desenvolveu ao redor da estação ferroviária de Villeta, inaugurada pela Estrada de Ferro Sorocabana em 31/12/1876 também em terras da Fazenda Ipanema. O nome atual da estação e do bairro foi alterado em 1908 em uma homenagem a George Oetterer, Inspetor Geral da Sorocabana em fins do século XIX.

### Formação administrativa
- Distrito policial de Bacaetava criado em 21/03/1922 no município de Sorocaba[9].
- Distrito criado com o nome de Varnhagem pelo Decreto-Lei n° 14.334 de 30/11/1944, com sede no povoado de Ipanema, município de Araçoiaba da Serra, e território desmembrado dos distritos sede deste município e do município de Sorocaba[10].
- Lei n° 2.456 de 30/12/1953 - transfere a sede de Varnhagem para o povoado de Bacaetava, assumindo o distrito esta denominação[11][12].
- Lei n° 8.092 de 28/02/1964 - transfere o distrito para o município de Iperó[13].

## Geografia

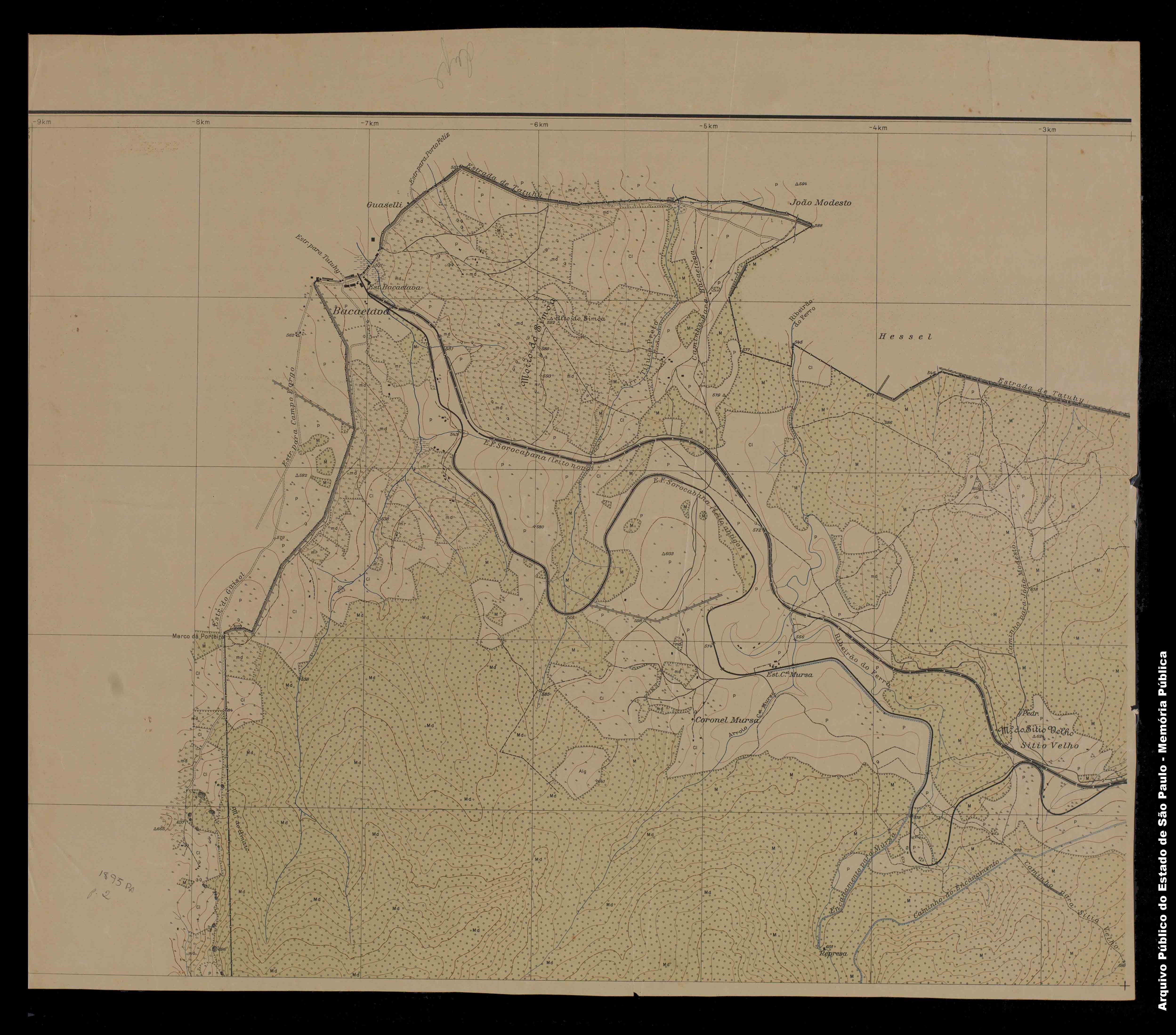
Localização de Bacaetava na Fazenda Ipanema.

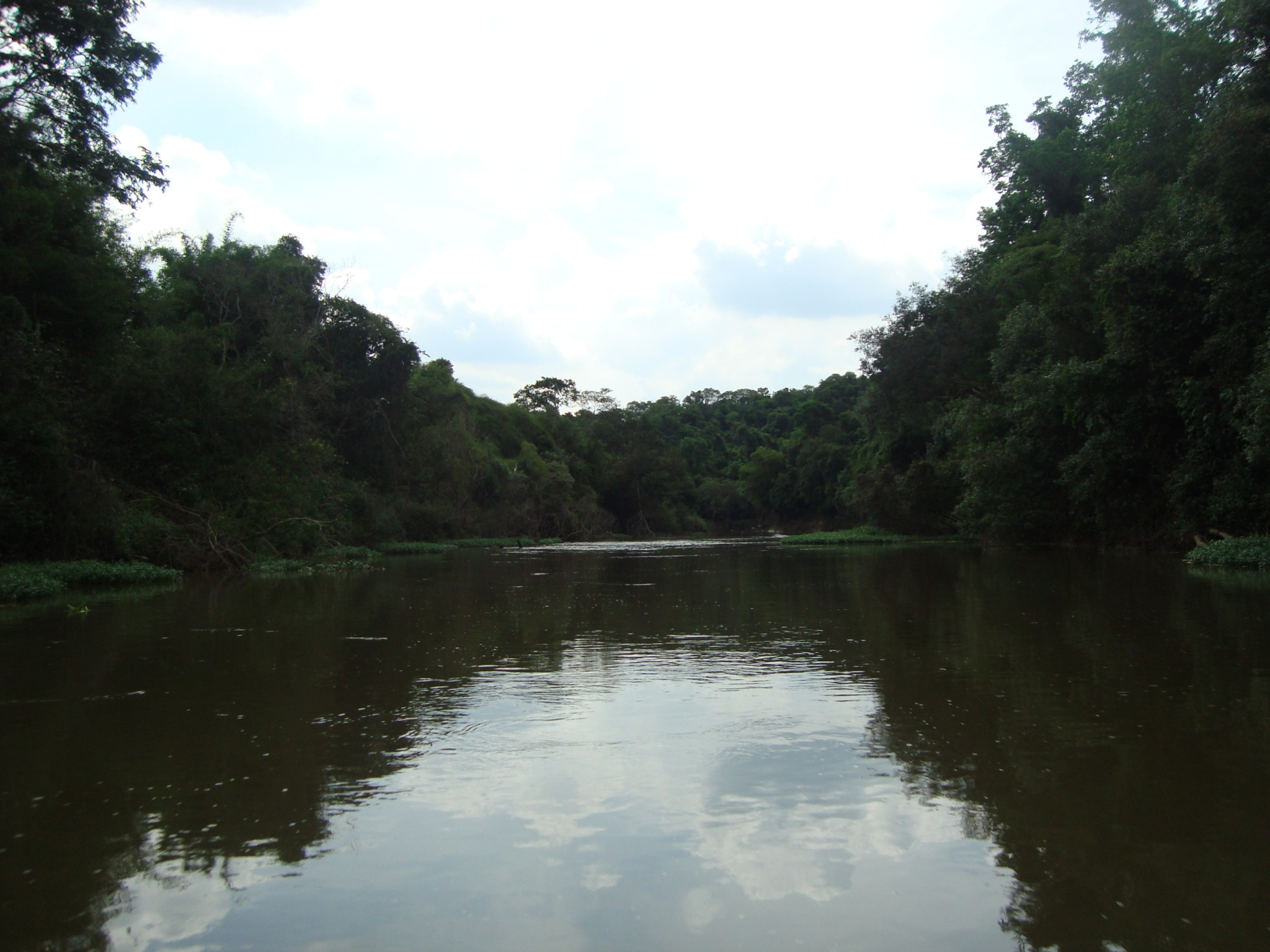
Trecho do Rio Sorocaba próximo a Bacaetava.

### Demografia

#### População urbana (Varnhagem)
| Crescimento população urbana | Crescimento população urbana | Crescimento população urbana | Crescimento população urbana |
| Censo                        | Pop.                         |                              | %±                           |
| ---------------------------- | ---------------------------- | ---------------------------- | ---------------------------- |
| 1950                         | 358                          |                              | —                            |
| Fonte: IBGE e Fundação SEADE |                              |                              |                              |

#### População urbana (Bacaetava)
| Crescimento população urbana | Crescimento população urbana | Crescimento população urbana | Crescimento população urbana |
| Censo                        | Pop.                         |                              | %±                           |
| ---------------------------- | ---------------------------- | ---------------------------- | ---------------------------- |
| 1960                         | 167                          |                              | —                            |
| 1970                         | 240                          |                              | 43,7%                        |
| 1980                         | 155                          |                              | −35,4%                       |
| 1991                         | 190                          |                              | 22,6%                        |
| 2000                         | 206                          |                              | 8,4%                         |
| 2010                         | 349                          |                              | 69,4%                        |
| Fonte: IBGE e Fundação SEADE |                              |                              |                              |

#### População urbana (George Oetterer)
| Crescimento população urbana | Crescimento população urbana | Crescimento população urbana | Crescimento população urbana |
| Censo                        | Pop.                         |                              | %±                           |
| ---------------------------- | ---------------------------- | ---------------------------- | ---------------------------- |
| 1980                         | 286                          |                              | —                            |
| 1991                         | 1 458                        |                              | 409,8%                       |
| 2000                         | 2 651                        |                              | 81,8%                        |
| 2010                         | 3 411                        |                              | 28,7%                        |
| Fonte: IBGE e Fundação SEADE |                              |                              |                              |

Pelo Censo 2010 (IBGE) a população urbana total do distrito era de 3 760 habitantes.

#### População total
Pelo Censo 2010 (IBGE) a população total do distrito era de 12 237 habitantes.

### Área territorial
A área territorial do distrito é de 134,586 km².

### Expansão urbana
A sede do distrito está em processo de expansão urbana, com a implantação do Residencial Jardim Nova Bacaetava, que fica numa área de 270,5 mil metros quadrados e possui um total de 600 residências, sendo este o maior projeto habitacional da história de Iperó.

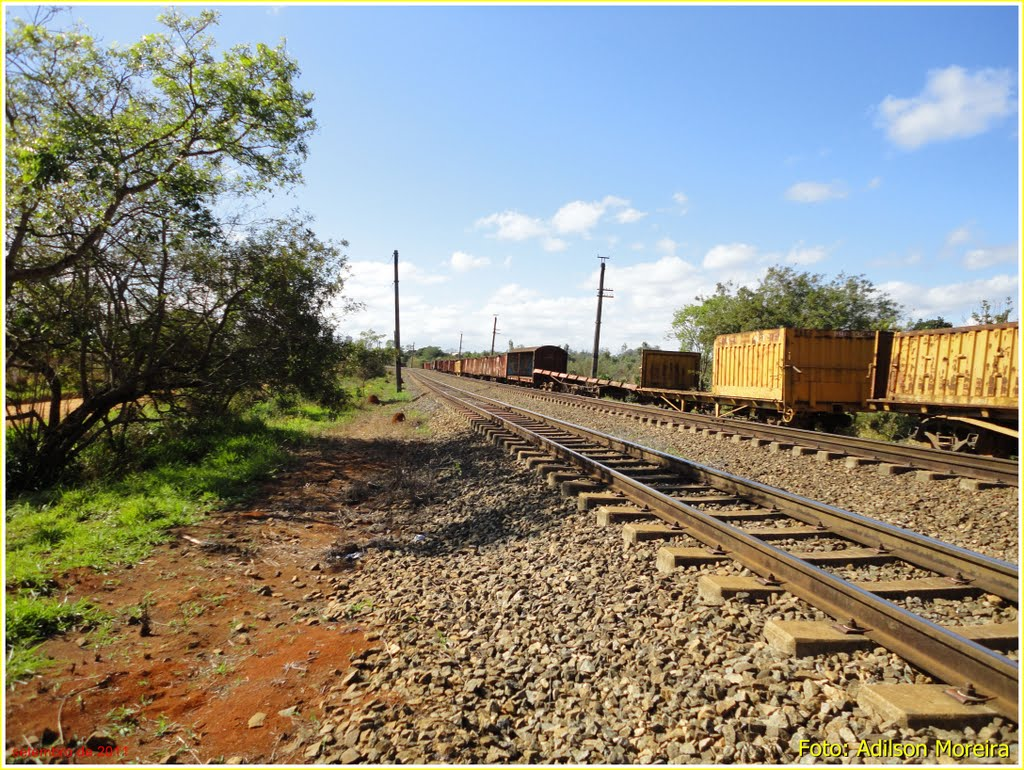
Pátio George Oetterer.

### Rodovias
O principal acesso ao distrito é a estrada vicinal que liga as cidades de Iperó e Sorocaba.

### Ferrovias
Pátios Bacaetava (ZVB), Varnhagem (ZVE) e George Oetterer (ZGO) da Linha Tronco (Estrada de Ferro Sorocabana), sendo a ferrovia operada atualmente pela Rumo Malha Oeste.

### Hidrografia
- Rio Sorocaba
- Rio Ipanema[20]

## Serviços públicos

### Registro civil
Atualmente é feito na sede do município, pois o Cartório de Registro Civil das Pessoas Naturais do distrito foi extinto pelo  Tribunal de Justiça do Estado de São Paulo, e seu acervo foi recolhido ao cartório do distrito sede.

### Saneamento
O serviço de abastecimento de água é feito pela Companhia de Saneamento Básico do Estado de São Paulo (SABESP).

### Energia
A responsável pelo abastecimento de energia elétrica é a CPFL Piratininga, distribuidora do grupo CPFL Energia.

### Telecomunicações
O distrito era atendido pela Telecomunicações de São Paulo (TELESP), que inaugurou uma central telefônica em George Oetterer, utilizada até os dias atuais. Em 1998 esta empresa foi vendida para a Telefônica, que em 2012 adotou a marca Vivo para suas operações.

## Instalações militares

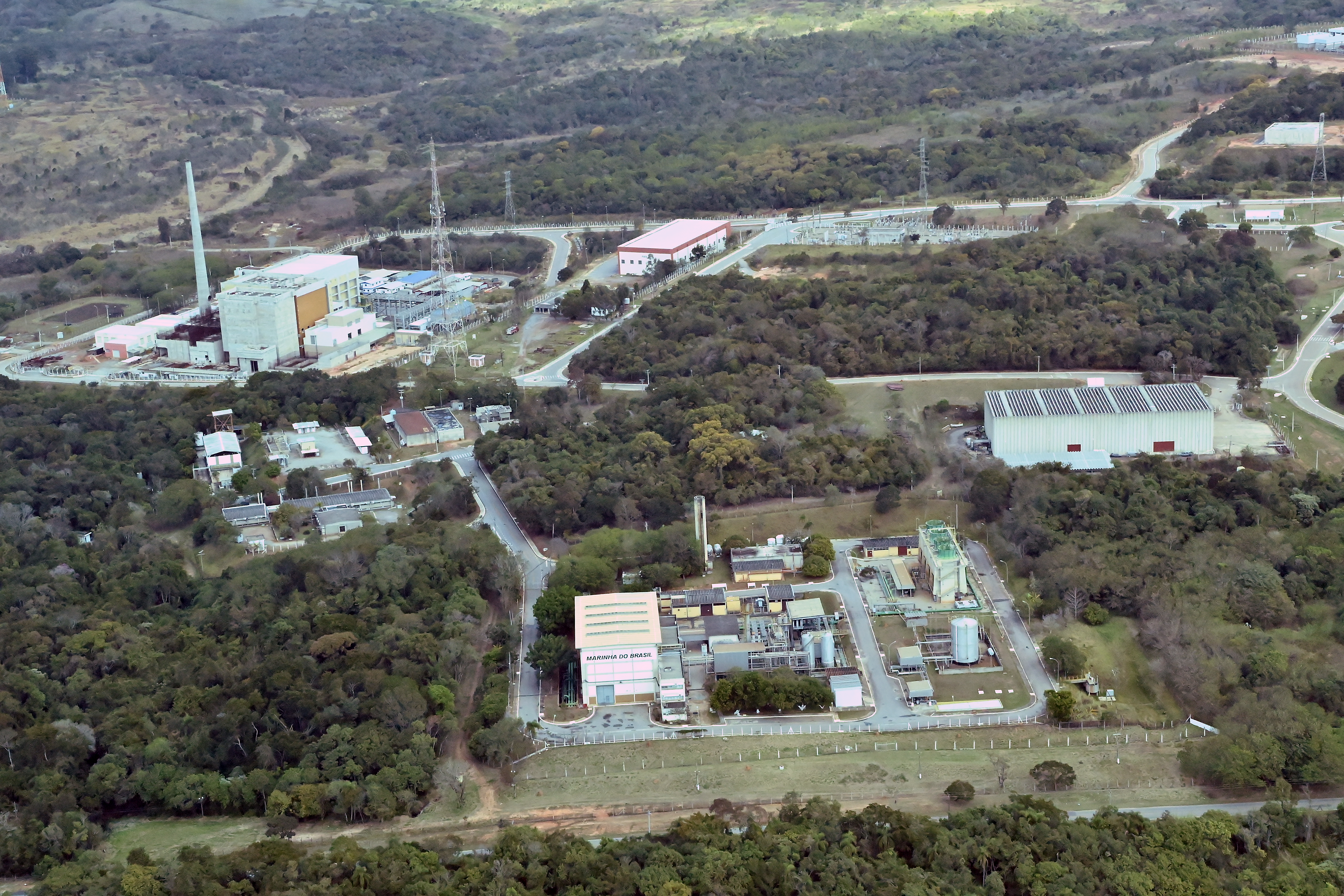
Centro Experimental Aramar.

### Centro Industrial Nuclear de Aramar
O Centro Industrial Nuclear de Aramar, que integra o Centro Tecnológico da Marinha em São Paulo, é o responsável pelo desenvolvimento de pesquisas nucleares da Marinha do Brasil, onde são realizados os testes de enriquecimento de urânio.
Seu propósito principal é contribuir para a obtenção de sistemas, equipamentos, componentes, materiais e técnicas, nas áreas de propulsão e de geração de energia, de interesse da Marinha do Brasil, em especial aqueles relacionados ao setor nuclear.

## Atrações históricas e turísticas

### Fazenda Ipanema

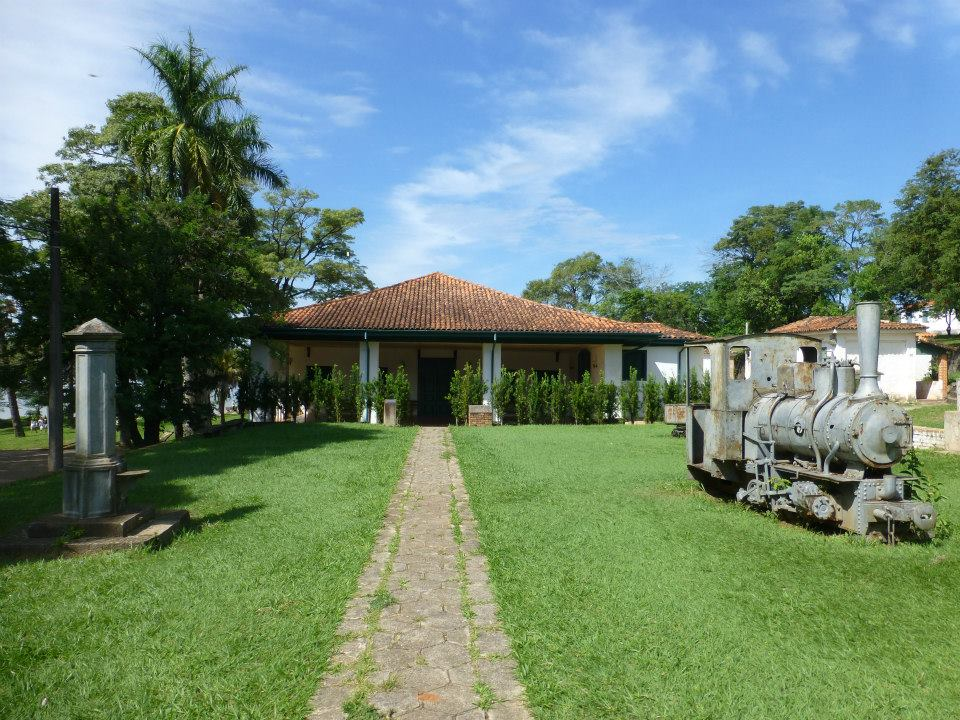
Aspecto da sede da Fazenda Ipanema.

A Fazenda Ipanema, fundada no século XIX, confunde-se com a história do Brasil Império, visto que nela foi construída a Fundição Ipanema, principal siderúrgica do Brasil no contexto do Império brasileiro. Atualmente faz parte da Floresta Nacional de Ipanema.

### Real Fábrica de Ferro São João do Ipanema

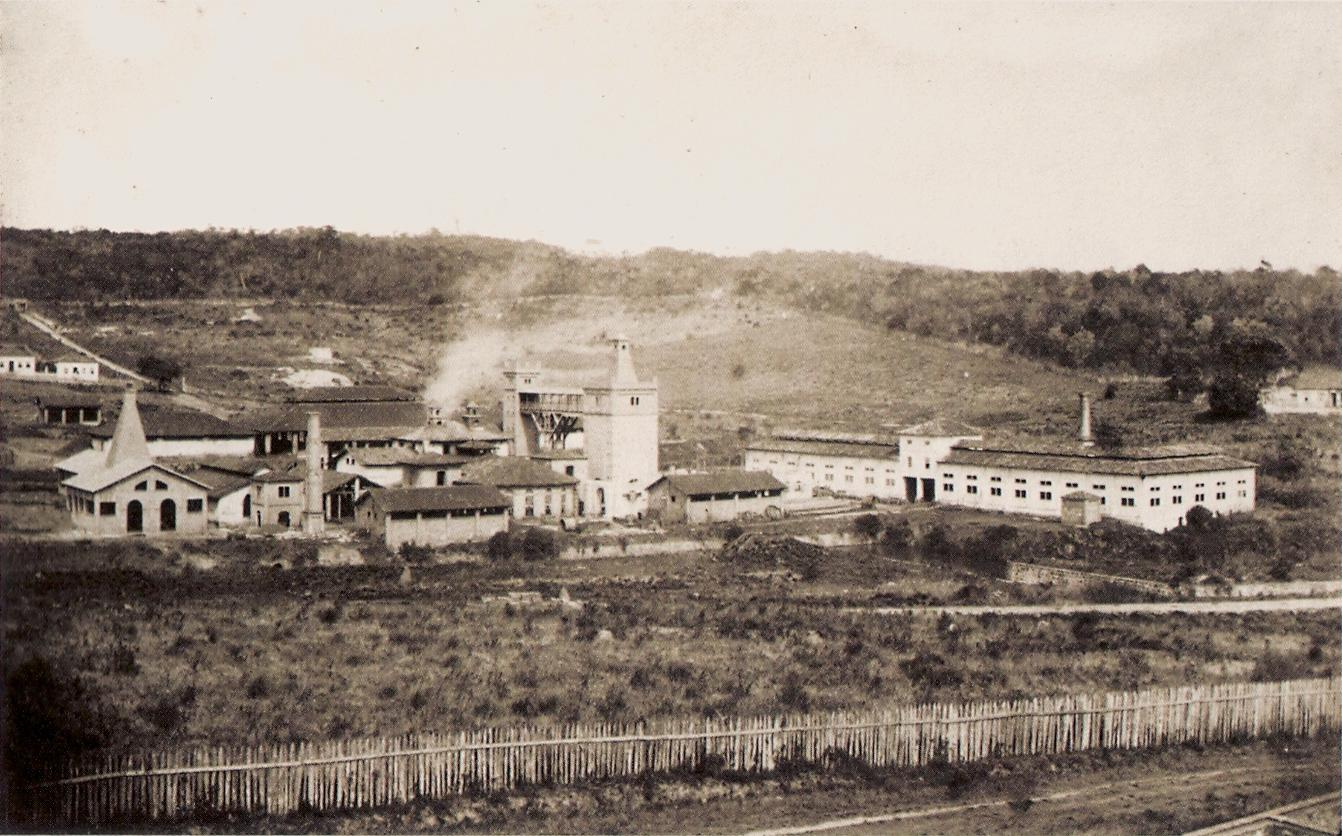
Fundição Real Fábrica de Ferro São João do Ipanema em 1884.

A Real Fábrica de Ferro São João do Ipanema, ou simplesmente Fundição Ipanema, foi uma siderúrgica que operou entre 1810 e 1926 na Fazenda Ipanema.
Este importante empreendimento industrial do Brasil Império foi o resultado de um longo planejamento da Coroa Portuguesa. Foi precedido pelas experiências de fabricação de ferro no Morro de Araçoiaba, que começaram ainda no século XVI com Afonso Sardinha.

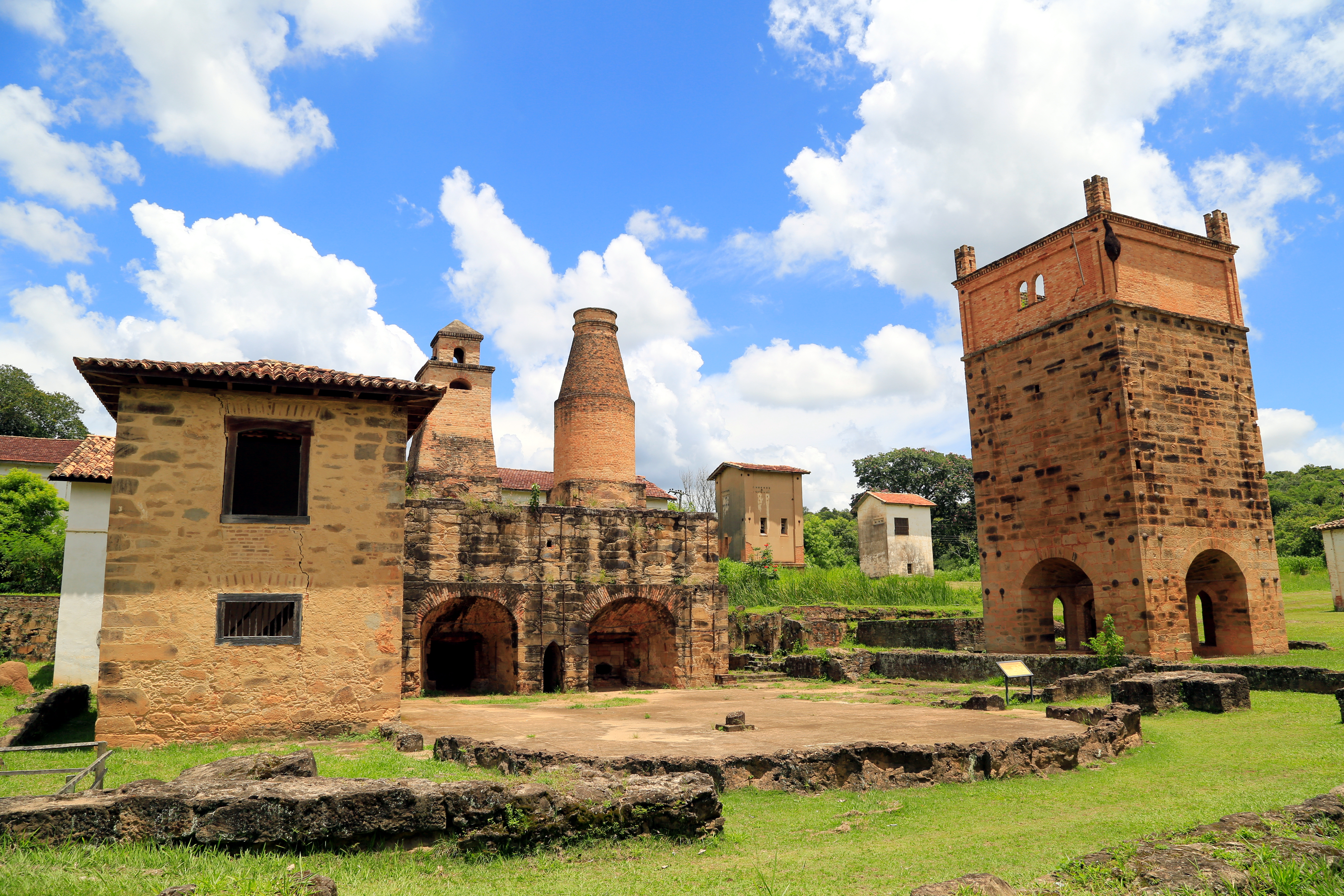
Conjunto preservado da Real Fábrica de Ferro São João do Ipanema.

Projetada para aproveitar o minério do Morro de Araçoiaba, a proposta enfatizava a necessidade de trazer técnicos europeus experientes na técnica siderúrgica. A empresa foi criada através de Carta Régia de 4 de dezembro de 1810, como uma sociedade de capital misto com ações pertencentes à Coroa Portuguesa e à acionistas particulares de São Paulo, do Rio de Janeiro e da Bahia.
Além da presença de jazidas de magnetita, foram decisivos para a escolha do local a abundância de madeira, que alimentaria os fornos, e de água, que seria a força motriz do empreendimento.
Considerada o berço da siderurgia nacional, atualmente conserva menos de 20% de seu conjunto original, que se encontram preservados na Floresta Nacional de Ipanema.

### Morro de Ipanema
O Morro de Ipanema, também conhecido como Morro de Araçoiaba, é uma proeminente elevação topográfica localizada dentro da Floresta Nacional de Ipanema, com altitude de 968 m em relação ao nível do mar. Seu minério de ferro, proveniente de magnetita associada a corpo de carbonatito, servia de matéria prima para a Fundição Ipanema.
Nos altos do Morro de Ipanema há o monumento a Francisco Adolfo de Varnhagen.

### Floresta Nacional de Ipanema

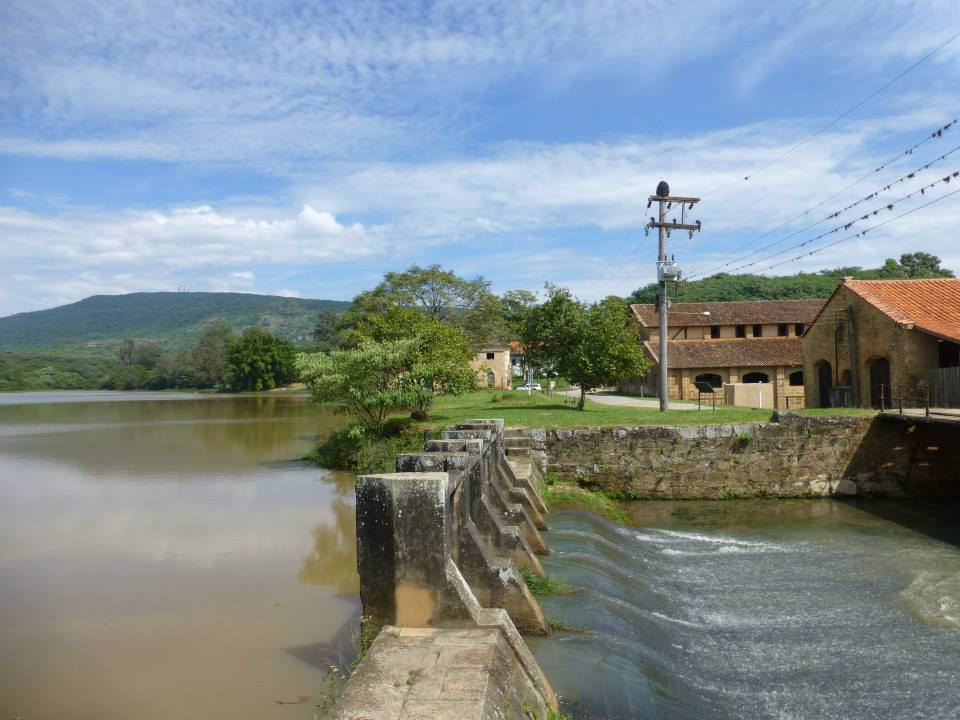
Represa no Rio Ipanema, uma das mais antigas do Brasil.

A Floresta Nacional de Ipanema (FLONA de Ipanema) é uma unidade de conservação administrada atualmente pelo ICMBio. Além do distrito de Bacaetava, abrange parte dos municípios de Araçoiaba da Serra e Capela do Alto. 
Sua principal função é proteger, conservar e restaurar os remanescentes de vegetação nativa do domínio de Mata Atlântica, como o Morro de Ipanema e seus ambientes associados, além de seus atributos naturais, históricos e culturais, promover o manejo florestal, o uso público, e ser referência em integração socioambiental, pesquisa e disseminação de conhecimentos.
Seus sítios arqueológicos são anteriores à chegada dos colonizadores, estando protegidos pela mata densa do local. Além de seu patrimônio natural, abriga as construções e resquícios da Real Fábrica de Ferro São João do Ipanema.

## Religião

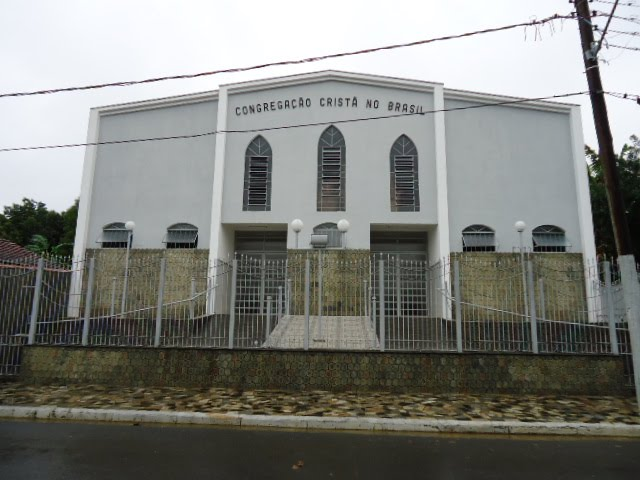
Congregação Cristã no Brasil (Bacaetava).

O Cristianismo se faz presente no distrito da seguinte forma:

### Igreja Católica
As igrejas fazem parte da Arquidiocese de Sorocaba:
- Comunidade São Roque - Bacaetava[37]
- Paróquia São Jorge - George Oetterer[38]

### Igrejas Evangélicas
- Assembleia de Deus - O distrito possui uma congregação da Assembleia de Deus Ministério do Belém, vinculada ao Campo de Sorocaba. Por essa igreja, através de um início simples, mas sob a benção de Deus, a mensagem pentecostal chegou ao Brasil. Esta mensagem originada nos céus alcançou milhares de pessoas em todo o país, fazendo da Assembleia de Deus a maior igreja evangélica do Brasil[39][40].

- Congregação Cristã no Brasil[41].